# Alveolă pulmonară

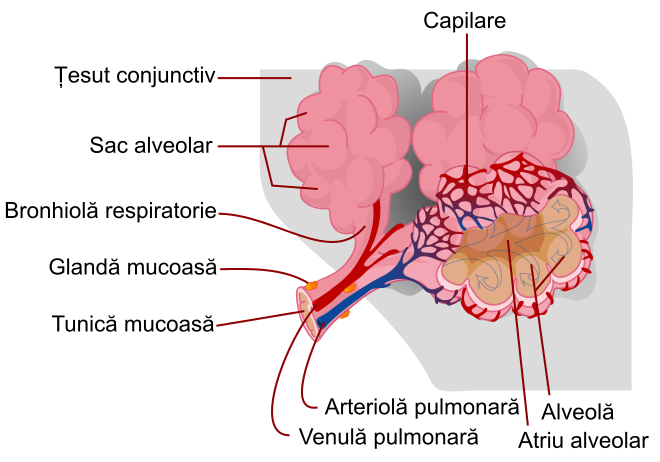
Anatomia unei alveole

Alveola pulmonară este unitatea structurală și funcțională a plămânului reprezentată de o cavitate mică din plămâni, înconjurată de capilare arteriale și venoase. Alveolele pulmonare se găsesc la nivelul pereților ductelor alveolare, care continuă bronhiola respiratorie. Împreună formează acinul pulmonar, unitatea morfofunțională a plămânului.
În timpul inspirației, aerul intră în alveole, oxigenul (O2) fiind transferat prin pereții alveolelor și capilarelor în sânge și apoi în hematii (globulele roșii). În același timp, dioxidul de carbon (CO2) este eliberat de hematii, traversează pereții capilarelor și alveolelor ajungând în alveolele pulmonare, de unde este eliminat din organism prin expirație. 
Fiecare plămân conține aproximativ 	137–395 de milioane de alveole care sunt înconjurate de capilare sanguine. Suprafața tuturor alveolelor este de circa 80-120 m².